# Aqua Blue Sport
Aqua Blue Sport (código UCI: ABS) fue un equipo ciclista profesional irlandés de categoría Profesional Continental hasta la temporada 2018 que desapareció por problemas financieros.

## Historia
El equipo fue el primero en Irlanda con licencia en esta categoría. Su fundador fue el empresario irlandés Rick Delaney, que garantizó la continuidad del conjunto al menos cuatro años. El objetivo del equipo era llegar a ser UCI World Tour y participar en el Tour de Francia. Sin embargo, en 2018, antes de que finalizara la temporada, se anunció su desaparición.

## Corredor mejor clasificado en las Grandes Vueltas
| Año  | Giro de Italia | Tour de Francia | Vuelta a España     |
| ---- | -------------- | --------------- | ------------------- |
| 2017 | -              | -               | 128.º Michel Kreder |
| 2018 | -              | -               | -                   |

## Clasificaciones UCI

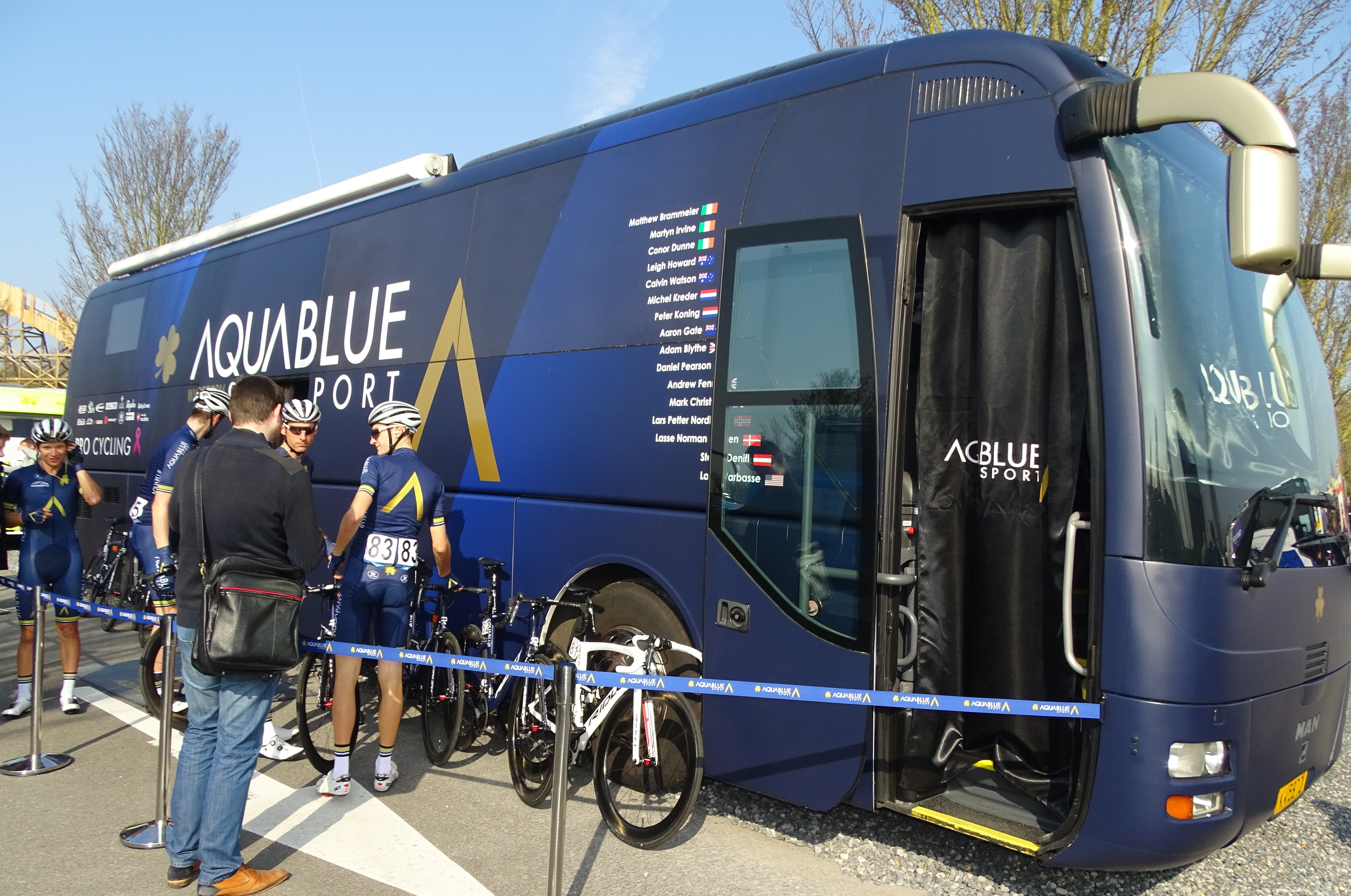
Autobús que utiliza del equipo.

A partir de 2005 la UCI instauró los Circuitos Continentales UCI, donde el equipo estuvo desde que se creó en 2017 hasta su desaparición un año después, registrado dentro del UCI Europe Tour.

### UCI Europe Tour
| Temporada | Clasificación por equipos | Mejor corredor | Posición |
| 2017      | 22.º                      | Adam Blythe    | 93.º     |
| 2018      | 20.º                      | Adam Blythe    | 83.º     |

### UCI Asia Tour
| Temporada | Clasificación por equipos | Mejor corredor | Posición |
| 2017      | 80.º                      | Daniel Pearson | 356.º    |
| 2018      | 67.º                      | Daniel Pearson | 268.º    |

### UCI America Tour
| Temporada | Clasificación por equipos | Mejor corredor    | Posición |
| 2017      | 27.º                      | Lawrence Warbasse | 37.º     |
| 2018      | 33.º                      | Lawrence Warbasse | 188.º    |

### UCI Oceania Tour
| Temporada | Clasificación por equipos | Mejor corredor | Posición |
| 2017      | 14.º                      | Aaron Gate     | 32.º     |
| 2018      | 8.º                       | Aaron Gate     | 43.º     |

## Palmarés
Para años anteriores, véase Palmarés del Aqua Blue Sport

### Palmarés 2018

#### UCI WorldTour
| Fechas | Carreras | Ganador |

#### Circuitos Continentales UCI
| Fechas       | Circuito              | Carreras                           | Ganador             |
| 1 de febrero | UCI Oceania Tour 2018 | 1.ª etapa del Herald Sun Tour      | Lasse Norman Hansen |
| 17 de junio  | UCI Europe Tour 2018  | Elfstedenronde                     | Adam Blythe         |
| 1 de agosto  | UCI Europe Tour 2018  | 1.ª etapa de la Vuelta a Dinamarca | Lasse Norman Hansen |

#### Campeonatos nacionales
| Fechas     | Carreras                      | Ganador     |
| 1 de julio | Campeonato de Irlanda en Ruta | Conor Dunne |

## Plantilla
Para años anteriores, véase Plantillas del Aqua Blue Sport

### Plantilla 2018
| Nombre              | Nacimiento | Nacionalidad   | Equipo 2017         |
| Shane Archbold      | 02/02/1989 | Nueva Zelanda  | Bora-Hansgrohe      |
| Adam Blythe         | 01/10/1989 | Reino Unido    | Aqua Blue Sport     |
| Matthew Brammeier   | 07/06/1985 | Irlanda        | Aqua Blue Sport     |
| Mark Christian      | 20/01/1990 | Reino Unido    | Aqua Blue Sport     |
| Stefan Denifl       | 20/09/1987 | Austria        | Aqua Blue Sport     |
| Edward Dunbar       | 01/09/1996 | Irlanda        | Axeon Hagens Berman |
| Conor Dunne         | 22/01/1992 | Irlanda        | Aqua Blue Sport     |
| Andrew Fenn         | 01/07/1990 | Reino Unido    | Aqua Blue Sport     |
| Aaron Gate          | 26/11/1990 | Nueva Zelanda  | Aqua Blue Sport     |
| Lasse Norman Hansen | 14/02/1992 | Dinamarca      | Aqua Blue Sport     |
| Peter Koning        | 03/12/1990 | Países Bajos   | Aqua Blue Sport     |
| Michel Kreder       | 15/08/1987 | Países Bajos   | Aqua Blue Sport     |
| Daniel Pearson      | 26/02/1994 | Reino Unido    | Aqua Blue Sport     |
| Casper Pedersen     | 15/03/1996 | Dinamarca      | Team Giant-Castelli |
| Larry Warbasse      | 28/06/1990 | Estados Unidos | Aqua Blue Sport     |
| Calvin Watson       | 06/01/1993 | Australia      | Aqua Blue Sport     |

1. ↑  Hasta el 26 de junio.
2. ↑  Hasta el 14 de septiembre.